# Curtis Kitchen
Curtis Kitchen, né le 30 janvier 1964 à Cape Coral, en Floride, est un joueur américain de basket-ball, évoluant au poste d'ailier fort.

## Palmarès
- Finaliste de l'Universiade d'été de 1985
- Champion USBL 1986
- CBA All-Defensive First Team 1987
- All-Star LNB 1991, 1993